# Adicom
Adicom - Associazione Italiana Pubblicitari e Designer è nata nel 2006 con l'obiettivo di promuovere nel Mezzogiorno la cultura della comunicazione visiva commerciale nelle sue forme più diffuse: dalla grafica al web design, alla pubblicità.
Questo scopo viene perseguito attraverso una intensa vita associativa e grazie alla promozione di qualificate attività di alta formazione rivolte ai propri associati.
Le attività formative, organizzate in collaborazione con Enti formativi certificati ISO 9001:2000, prevedono seminari con i maggiori professionisti della comunicazione e workshop specialistici full immersion mirati ad argomenti di particolare interesse.

## La struttura dell'Associazione
L'associazione è strutturata in gruppi di associati, divisi per esperienza professionale: soci onorari, professionisti, junior, studenti.
- Onorario: fanno parte di questo gruppo esclusivamente i professionisti o i formatori che hanno svolto la loro attività dando un contributo significativo alla professione; è un titolo meritorio che consente il diritto al voto e la possibilità di ricoprire cariche associative.
- Senior: è il gruppo di associati professionisti riservato ai comunicatori in attività che hanno maturato un'esperienza professionale documentata di almeno tre anni; consente il diritto al voto e la possibilità di ricoprire cariche associative.
- Junior: è la categoria  di chi sta intraprendendo o ha concluso un percorso di studi riconosciuto dall'associazione; consente il diritto al voto e la possibilità di ricoprire cariche associative.
- Studente: l'associazione permette anche agli studenti di partecipare alle attività riservate agli associati grazie ad una carica associativa aperta a chi non è in possesso dei requisiti per accedere alle categorie precedenti; il Socio Studente non ha diritto al voto e non può ricoprire cariche associative.

## Le cariche sociali dell'Associazione
- Presidente: G. Angelo Scognamiglio
- Vicepresidente: Veronica Cangemi
- Segretario: Paolo Falasconi
- Tesoriere: Giulio Barricelli